# 琴湖地區
琴湖地區（：／ Kŭmho jigu */?）是朝鮮民主主義人民共和國咸鏡南道的一個郡級地區，南臨東朝鮮灣，南端為松島岬，東臨北青南大川。面積45平方公里，2008年人口37,430人。下分1勞動者區、8里。
原屬新浦市，1995年設區，以配合當地興建核電廠的計畫，但計畫最終失敗。